# GUTS!
《GUTS!》是嵐的第43張單曲，於2014年4月30日在日本發行，唱片公司為J Storm，臺灣則於同年5月16日由愛貝克思發行。

## 概要
- 此單曲和前作《Bittersweet》發行相隔僅約2個月。
- 《GUTS!》為成員二宮和也所主演的日本電視台連續劇《即使弱小也能取勝》主題曲[3]。
- A面曲《GUTS!》被評論形容為一首「爽快而朗朗上口」的歌曲，充滿節奏感和陽光的感覺，是一種「參加型」樂曲。曲中的音階也頻繁在B大調和B小調之間變換，是一種有趣而特別的編曲技巧[4]。

## 收錄内容

### 通常盤
1. GUTS!
作詞：eltvo・s-Tnk、作曲：SAKRA、編曲：石塚知生（日语：石塚知生）
2. 作詞：KOSH・Macoto56、作曲：KOSH、編曲：ha-j（日语：Ha-j）
3. Love Wonderland

作詞：AKIRA、作曲・編曲：AKIRA・U-TA
4. GUTS! (Instrumental)
5. Fly (Instrumental)
6. Love Wonderland (Instrumental)

### 初回限定盤
CD
1. GUTS!
2. Fly

作詞：HYDRANT（日语：HYDRANT）、作曲：YASUSHI WATANABE、編曲：吉岡卓（日语：吉岡たく）

DVD
1. GUTS!（Video Clip）

## 外部連結
- 單曲宣傳街宣車
  - YouTube上的在澀谷行走的單曲《GUTS!》街宣車